# كرة قدم الرجال في دورة ألعاب المحيط الهادي 2011
مسابقة كرة قدم ألعاب المحيط الهادي 2011 سوف تكون النسخة الثالثة عشر من مسابقة كرة قدم ألعاب المحيط الهادي. البطولة سوف تقام في كاليدونيا الجديدة من 27 أغسطس إلى 9 سبتمبر 2011 مع أن يلعب النهائي على ملعب نوما دالي القرمزي في نوميا.
إثني عشر فرق رجال سوف يتنافسون في الألعاب التي سوف تشكل مسابقة التأهل لكأس أوقيانوسيا للأمم 2012. والتي في حد ذاتها بمثابة الجولة الأولى من مسابقة تصفيات اتحاد أوقيانوسيا لكرة القدم (و ف س) لكأس العالم لكرة القدم 2014.

## المشاركون
| - ساموا الأمريكية - جزر كوك - فيجي - غوام1 - كيريباتي1 - كاليدونيا الجديدة - بابوا غينيا الجديدة | - ساموا - جزر سليمان - تاهيتي - تونغا - توفالو1 - فانواتو |

- ^1 ليس عضو-بالفيفا.

## الطريقة
الفرق الإثني عشر سوف يقسمون إلى 3 مجموعات من 4 فرق. الفرق الثمانية الأعلى من الجولة الأولى يذهبون إلى جولة خروج المغلوب. ربع النهائي سوف يليه نصف النهائي ومباريات للميدالية الذهبية (المركز الأول) والميدالية البرونزية (المركز الثالث).

## التصنيف
تصنيف الفيفا ليوليو 2011 سوف يستخدم لتصنيف الفرق، مع المستضيفة كاليدونيا الجديدة تلقائياً مصنفة في الوعاء 1. فقط أعضاء الفيفا العشرة سوف يظهرون في التصنيف، مع كيريباس وتوفالو يوضعون في المجموعات ب وج.

## المجموعات

### المجموعة الأولى
| فريق              | نقاط | فرق | عليه | له | خ  | ت  | ف   | لعب |
| ----------------- | ---- | --- | ---- | -- | -- | -- | --- | --- |
| كاليدونيا الجديدة | 5    | 4   | 0    | 1  | 31 | 2  | +29 | 12  |
| جزر سليمان        | 5    | 4   | 0    | 1  | 19 | 3  | +16 | 12  |
| فانواتو           | 5    | 4   | 0    | 1  | 18 | 7  | +11 | 12  |
| توفالو            | 5    | 1   | 1    | 3  | 7  | 20 | −13 | 4   |
| غوام              | 5    | 1   | 1    | 3  | 4  | 21 | −17 | 4   |
| ساموا الأمريكية   | 5    | 0   | 0    | 5  | 0  | 26 | −26 | 0   |

| توفالو                            | 4–0    | ساموا الأمريكية |
| --------------------------------- | ------ | --------------- |
| Petoa 15'، 90'، 90+2' · Tiute 30' | Report |                 |

| جزر سليمان                                                                         | 7–0    | غوام |
| ---------------------------------------------------------------------------------- | ------ | ---- |
| هنري فارودو 11'، 22' · بينجامين توتوري 24'، 41' (ركلة.)، 89' · Nawo 72' · Paia 86' | Report |      |

| كاليدونيا الجديدة                                      | 5–0    | فانواتو |
| ------------------------------------------------------ | ------ | ------- |
| جورج غوبي فينيبج 5'، 31'، 63' · Bako 43' · Lolohea 51' | Report |         |

| فانواتو                                            | 5–1    | توفالو    |
| -------------------------------------------------- | ------ | --------- |
| جان كالتاك 8'، 38'، 45+1'، 80' · Yelou 49' (ركلة.) | Report | Ale 90+1' |

| ساموا الأمريكية | 0–4    | جزر سليمان                                    |
| --------------- | ------ | --------------------------------------------- |
|                 | Report | بينجامين توتوري 8' · Bule 14' · Luwi 28'، 34' |

| غوام | 0–9    | كاليدونيا الجديدة                                                                         |
| ---- | ------ | ----------------------------------------------------------------------------------------- |
|      | Report | Kaï 12'، 26'، 40'، 47'، 90+1' · Boawé 70' · Kabeu 73' · J. Wakanumuné ‏ 83' · ميشيل مي 85' |

| ساموا الأمريكية | 0–2    | غوام                      |
| --------------- | ------ | ------------------------- |
|                 | Report | Naputi 49' · Merfalen 70' |

| توفالو | 0–8    | كاليدونيا الجديدة                                                                                    |
| ------ | ------ | --- |
|        | Report | Gorendiawé 15' · Kabeu 26'، 35' · جورج غوبي فينيبج 38' · Haeko 50' · Lolohea 61' · ميشيل مي 67'، 85' |

| فانواتو          | 1–0    | جزر سليمان |
| ---------------- | ------ | ---------- |
| جان كالتاك 90+2' | Report |            |

| غوام              | 1–4    | فانواتو                                                 |
| ----------------- | ------ | ------------------------------------------------------- |
| جايسون كانليف 14' | Report | Tangis 50' · روبرت تاسو 53' · جان كالتاك 75' · Tari 82' |

| جزر سليمان                                                                | 6–1    | توفالو     |
| ------------------------------------------------------------------------- | ------ | ---------- |
| بينجامين توتوري 15'، 41' (ركلة.) · Luwi 23' · Naka 37'، 46' · Faisi 90+1' | Report | Lepaio 78' |

| كاليدونيا الجديدة                                                            | 8–0    | ساموا الأمريكية |
| ---------------------------------------------------------------------------- | ------ | --------------- |
| Kaï 10'، 38'، 44'، 66' · Haeko 50' · Qaézé 55' · Vendegou 72' · ميشيل مي 89' | Report |                 |

| غوام                      | 1–1    | توفالو      |
| ------------------------- | ------ | ----------- |
| جايسون كانليف 18' (ركلة.) | Report | Stanley 24' |

| ساموا الأمريكية | 0–8    | فانواتو                                                                                  |
| --------------- | ------ | ---------------------------------------------------------------------------------------- |
|                 | Report | Michel 8'، 22' · Garae 43' · جان كالتاك 62'، 70'، 78' · ميشيل كالتاك 64' · Sese Aala 73' |

| جزر سليمان          | 2–1    | كاليدونيا الجديدة |
| ------------------- | ------ | ----------------- |
| Nawo 66' · Naka 79' | Report | Kaï 74'           |

### المجموعة ب
| فريق                | نقاط | فرق | عليه | له | خ  | ت  | ف   | لعب |
| ------------------- | ---- | --- | ---- | -- | -- | -- | --- | --- |
| فيجي                | 4    | 4   | 0    | 0  | 18 | 1  | +17 | 12  |
| تاهيتي              | 4    | 2   | 1    | 1  | 25 | 5  | +20 | 7   |
| بابوا غينيا الجديدة | 4    | 2   | 1    | 1  | 22 | 4  | +18 | 7   |
| جزر كوك             | 4    | 1   | 0    | 3  | 4  | 15 | −11 | 3   |
| كيريباتي            | 4    | 0   | 0    | 4  | 2  | 46 | −44 | 0   |

| بابوا غينيا الجديدة                           | 4–0    | جزر كوك |
| --------------------------------------------- | ------ | ------- |
| Hans 18'، 50' · D. Muta ‏ 55' · N. Lepani ‏ 85' | Report |         |

| فيجي                                                     | 3–0    | تاهيتي |
| -------------------------------------------------------- | ------ | ------ |
| تانييلا واكا 28' · Marmouyet 44' (ه.ذ.) · Rokotakala 86' | Report |        |

| فيجي | 9–0    | كيريباتي |
| --- | ------ | -------- |
| روي كريشنا 17' (ركلة.)، 56'، 86' · Suwamy 47' · Avinesh 52' · Dunadamu 63'، 72' · Kamta 90+1' (ه.ذ.) · Manuca 90+2' | Report |          |

| تاهيتي                                                                                               | 7–0    | جزر كوك |
| --- | ------ | ------- |
| Neuffer 48' · Atani 59' · Funnell 69' (ه.ذ.) · ستيفي توشنج هيو 73'، 90+1' · Poroiae 82' (ركلة.)، 89' | Report |         |

| جزر كوك                           | 3–0    | كيريباتي |
| --------------------------------- | ------ | -------- |
| Saghabi 27'، 89' · Pareanga 90+2' | Report |          |

| تاهيتي    | 1–1    | بابوا غينيا الجديدة |
| --------- | ------ | ------------------- |
| Atani 23' | Report | C. Muta ‏ 15'        |

| كيريباتي    | 1–17   | بابوا غينيا الجديدة |
| ----------- | ------ | --- |
| Bakaane 71' | Report | Kini 13'، 79'، 85' · N. Lepani ‏ 15'، 16'، 54'، 68' · Foster 16' · Hans 21'، 45+1' (ركلة.) · Moka 24'، 28'، 41' · Yasasa 73'، 74' · Bondaluke 76' · Wasi 90+2' |

| جزر كوك     | 1–4    | فيجي                                                               |
| ----------- | ------ | ------------------------------------------------------------------ |
| Ngauora 41' | Report | روي كريشنا 24' · Kainihewe 35' · Dunadamu 57' (ركلة.) · Suwamy 69' |

| كيريباتي     | 1–17   | تاهيتي |
| ------------ | ------ | --- |
| Bakineti 32' | Report | Poroiae 16'، 44' (ركلة.) · ستيفي توشنج هيو 19'، 28'، 33'، 46' · Arañeda 21' · بيلي ماتايتاي 53' · تييفاري لوديفيون 57' · T. Tehau ‏ 73'، 79'، 85'، 88'، 90'، 90+1' · ستيفان فاتيارو 83' (ركلة.) · Atani 86' |

| بابوا غينيا الجديدة | 0–2    | فيجي                         |
| ------------------- | ------ | ---------------------------- |
|                     | Report | Suwamy 37' · Kainihewe 45+1' |

## خروج المغلوب

### مخطط
|  | نصف النهائي       | نصف النهائي |   |        | النهائي           | النهائي |
|  |                   |             |   |        |                   |         |
|  |                   |             |   |        |                   |         |
|  | كاليدونيا الجديدة | 3           |   |        |                   |         |
|  | تاهيتي            | 1           |   |        |                   |         |
|  |                   |             |   |        |                   |         |
|  |                   |             |   |        |                   |         |
|  |                   |             |   |        | كاليدونيا الجديدة | 2       |
|  |                   | جزر سليمان  | 0 |        |                   |         |
|  |                   |             |   |        |                   |         |
|  |                   |             |   |        |                   |         |
|  |                   |             |   |        | المركز الثالث     |         |
|  |                   |             |   |        |                   |         |
|  | فيجي              | 1           |   | تاهيتي | 2                 |         |
|  | جزر سليمان        | 2           |   |        | فيجي              | 1       |

### نصف النهائي
| كاليدونيا الجديدة                          | 3–1 (ب.و.إ.) | تاهيتي      |
| ------------------------------------------ | ------------ | ----------- |
| جورج غوبي فينيبج 89'، 108' · ميشيل مي 115' | Report       | Poroiae 52' |

| فيجي         | 1–2 (ب.و.إ.) | جزر سليمان                         |
| ------------ | ------------ | ---------------------------------- |
| Dunadamu 69' | Report       | Nawo 77' · هنري فارودو 93' (ركلة.) |

### المركز الثالث
| تاهيتي                   | 2–1    | فيجي        |
| ------------------------ | ------ | ----------- |
| Atani 5' · L. Tehau ‏ 65' | Report | Avinesh 58' |

### النهائي
| كاليدونيا الجديدة              | 2–0    | جزر سليمان |
| ------------------------------ | ------ | ---------- |
| جورج غوبي فينيبج 9' · Bako 11' | Report |            |

## المراكز
| Event          | الذهبية           | الفضية     | البرونزية |
| -------------- | ----------------- | ---------- | --------- |
| Men's football | كاليدونيا الجديدة | جزر سليمان | تاهيتي    |

## الهدافيين
10 أهداف
- Bertrand Kaï

9 أهداف
- جان كالتاك

7 أهداف
- جورج غوبي فينيبج

6 أهداف
- بينجامين توتوري
- ستيفي توشنج هيو
- Teaonui Tehau

5 أهداف
- ميشيل مي
- Nathaniel Lepani
- Hiroana Poroiae

4 أهداف
- Maciu Dunadamu
- روي كريشنا
- Niel Hans
- Stanley Atani

3 أهداف
- Avinesh Waran Suwamy
- Iamel Kabeu
- Samuel Kini
- Gari Moka
- هنري فارودو
- Joe Luwi
- James Naka
- Joses Nawo
- Alopua Petoa

2 أهداف
- Taylor Saghabi
- Alvin Avinesh
- Malakai Kainihewe
- جايسون كانليف
- Marius Bako
- Jacques Haeko
- César Lolohea
- Jeremy Yasasa
- Daniel Michel

هدف واحد
- Joseph Ngauora
- John Pareanga
- Tuimasi Manuca
- Seveci Rokotakala
- تانييلا واكا
- Elias Merfalen
- Dylan Naputi
- Karotu Bakaane
- Erene Bakineti
- Arsène Boawé
- Joris Gorendiawé
- Patrick Qaézé
- Kenji Vendegou
- Joël Wakanumuné
- Felix Bondaluke
- Michael Foster
- Cyril Muta
- David Muta
- Mauri Wasi
- Jeffery Bule
- Tome Faisi
- Ian Paia
- Efrain Arañeda
- Stéphane Faatiarau
- تييفاري لوديفيون
- بيلي ماتايتاي
- Taufa Neuffer
- Lorenzo Tehau
- Uota Ale
- James Lepaio
- Togavai Stanley
- Lutelu Tiute
- Richard Garae
- ميشيل كالتاك
- Selwyn Sese Aala
- Kensi Tangis
- Ricky Tari
- روبرت تاسو
- Jean Robert Yelou

هدف في مرماه
- Nicholas Funnell (ضد تاهيتي)
- Kaake Kamta (ضد فيجي)
- Tauraa Marmouyet (ضد فيجي)